# Vát
Vát je vas na Madžarskem, ki upravno spada pod Sombotelsko okrožje Železne županije.